# Al Hashwah (huyện)
Huyện Al Hashwah là một huyện thuộc tỉnh Sa`dah, Yemen. Đến thời điểm năm 2003, huyện này có dân số 14274 người